# Demelova kaple
Kaple Panny Marie nazývaná též podle jména svého zakladatele Demelova kaple je drobná dřevěná stavba nalézající se v tzv. Sněženkovém údolí cca 3 km jihozápadně od obce Chmelík v okrese Svitavy.

## Historie
Kaple byla postavena v roce 1932 německým sedlákem Wenzlem Demelem z obce Chmelík na paměť nehody, která se na tomto udála. V minulosti se v tomto údolí nalézaly louky. Při hrabání sena se splašili koně zapřažení do vozu a srazili hospodyni Theresii Demelovou. Ta však šťastně spadla mezi koně a kola vozu a nehodu tak přežila.

## Popis
Kaple byla drobná dřevěná stavba postavená na opukovém základě. Po odsunu německého obyvatelstva po II. světové válce kaple zchátrala až z ní zbyly pouze opukové základy
K obnově kaple došlo v roce 2013, kaple byla zrekonstruována na základě dochované fotografie a vzpomínek pamětníků dobrovolníky z okolních obcí.

## Galerie

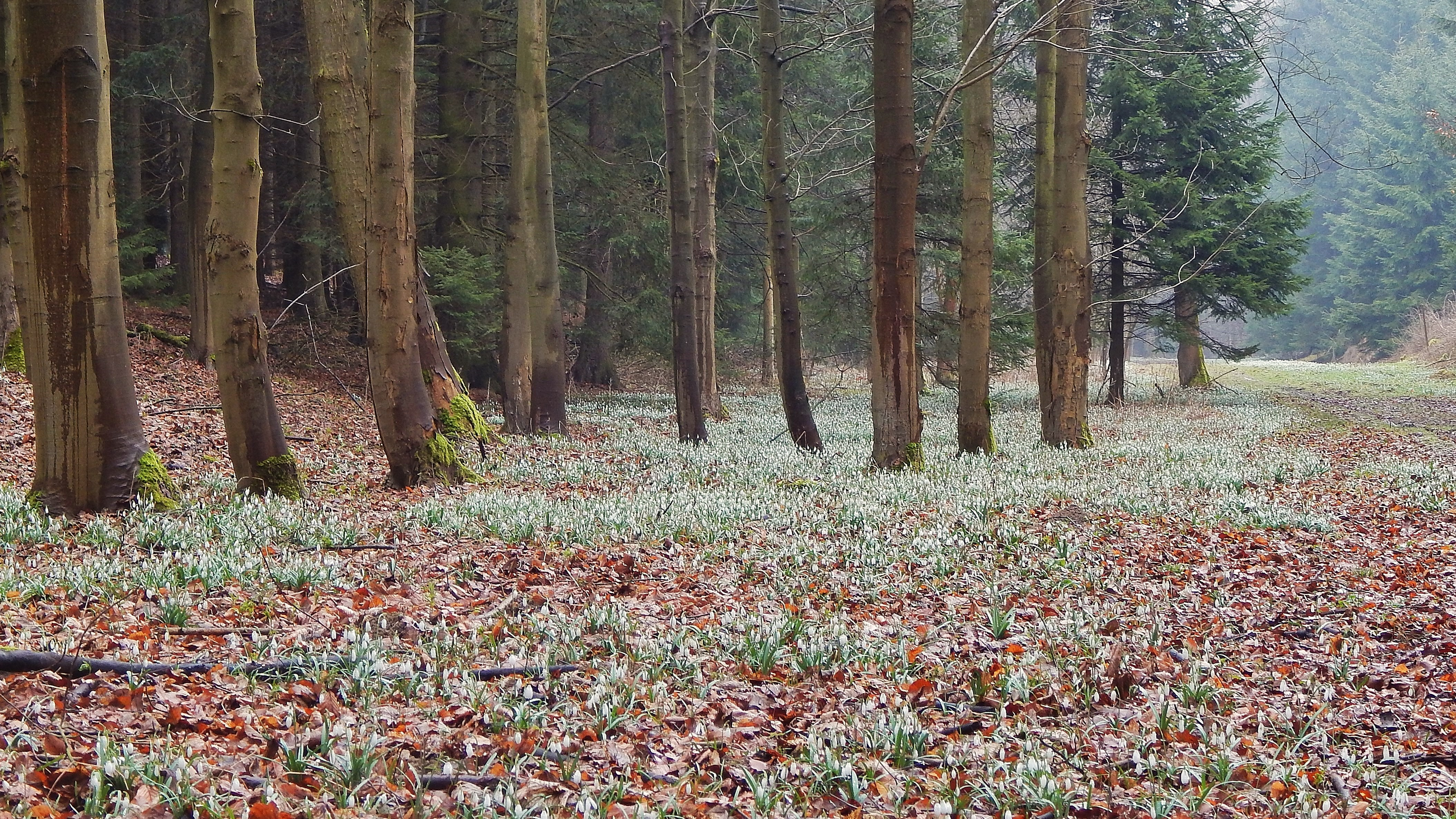
PP Sněženky ve Vysokém lese
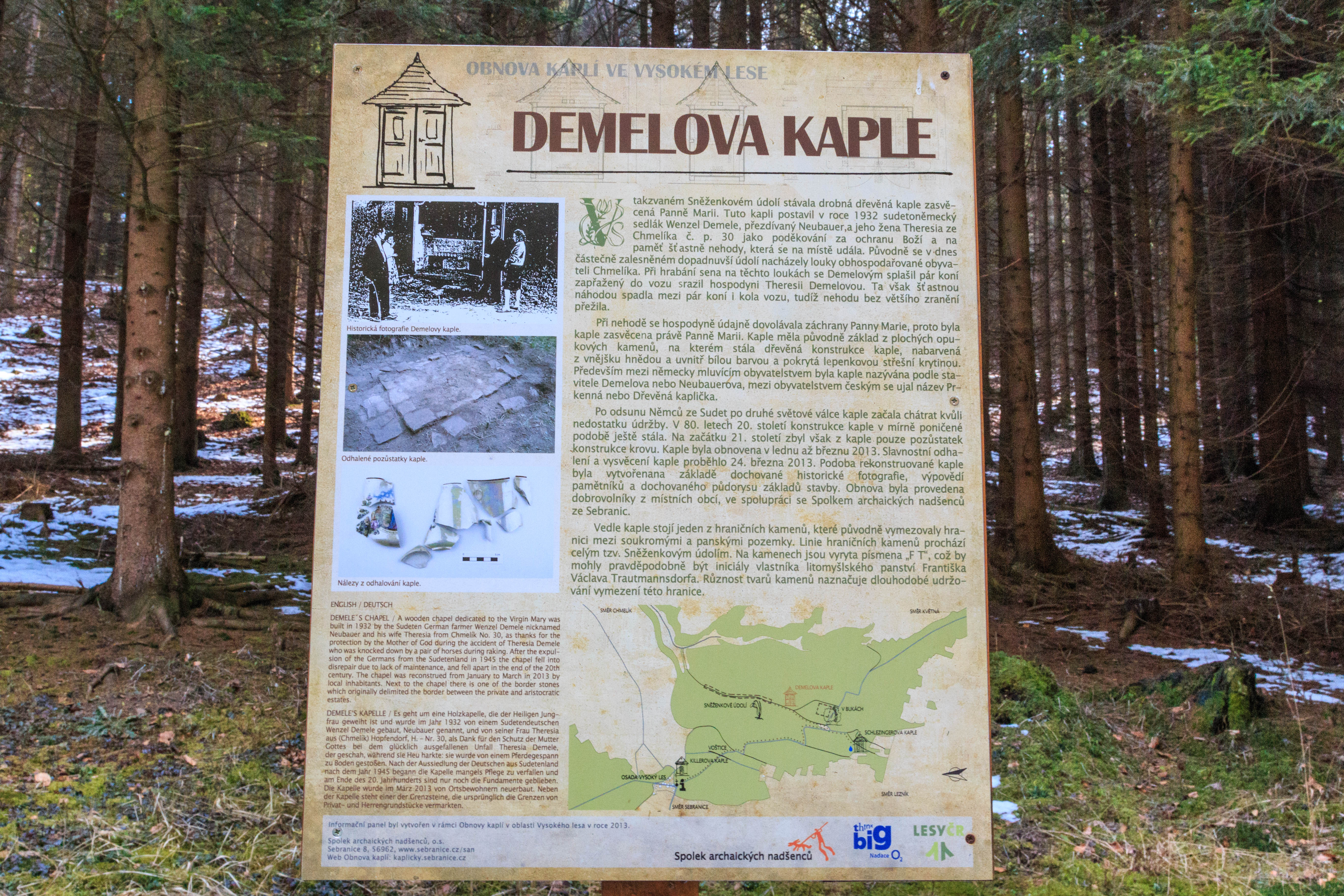
Historie Demelovy kaple
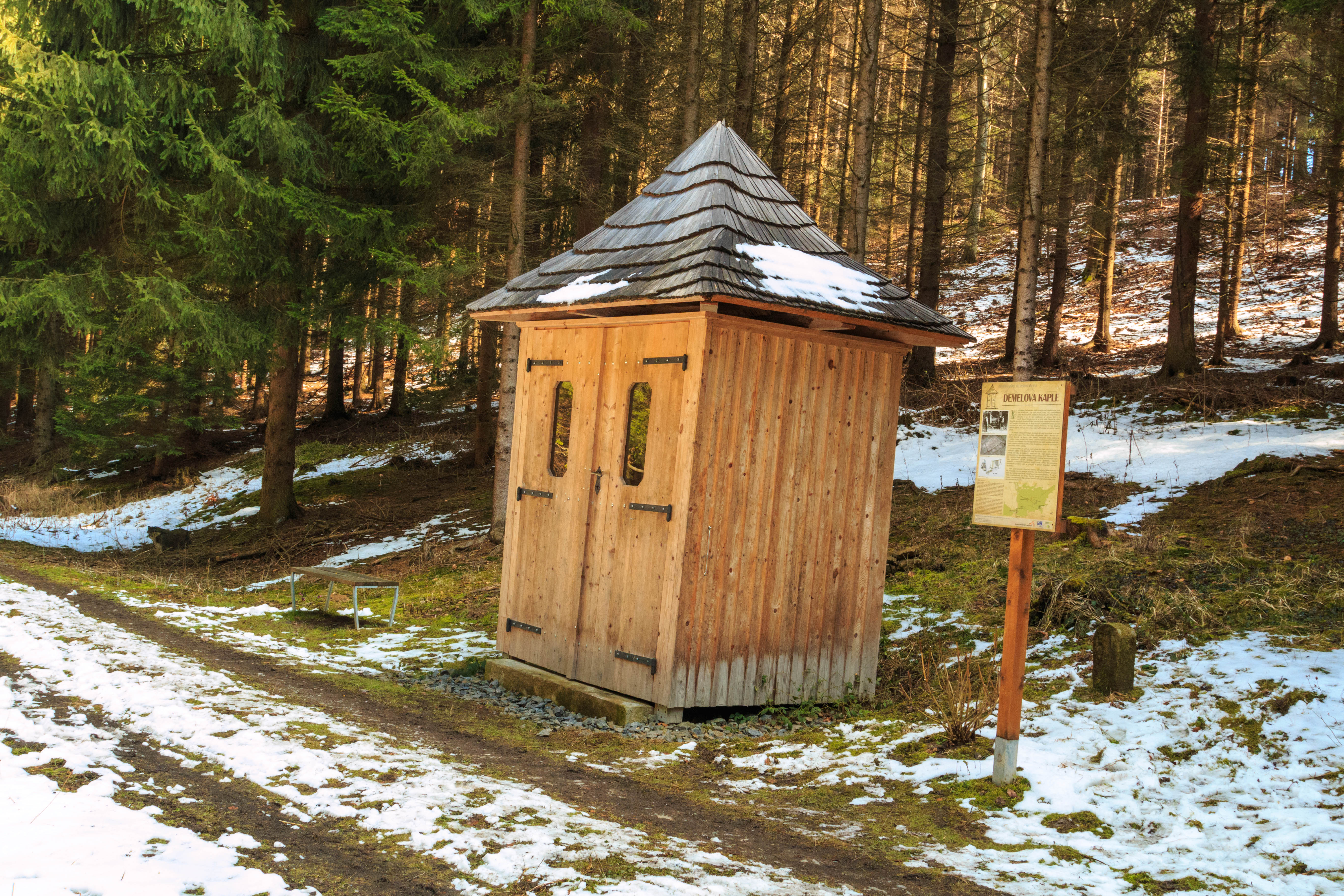
Demelova kaple